# Moravany nad Váhom
Moravany nad Váhom és un poble i municipi d'Eslovàquia que es troba a la regió de Trnava, a l'oest del país. La primera menció escrita de la vila es remunta al 1348.

## Demografia
| Godina             | 1994 | 2004    | 2014    | 2024   |
| ------------------ | ---- | ------- | ------- | ------ |
| Nombre de persones | 1803 | 2041    | 2330    | 2505   |
| Diferència         |      | +13,20% | +14,15% | +7,51% |

| Godina             | 2023 | 2024   |
| ------------------ | ---- | ------ |
| Nombre de persones | 2485 | 2505   |
| Diferència         |      | +0,80% |